# تعبير ثابت
التعبير الثابت أو العبارة الثابتة هُو شكلٌ قياسيٌ من أشكال التعبير له مَعنى أكثر تحديدًا من التعبير نفسه. وهُو يختلف عن المثل في أنَّهُ يُستخدم جُزءًا مِن جملة، وهو الطريقة القياسية للتعبير عن مفهوم أو فكرة.
بعضُ الأمثلة:
- فَجْأَةً
- طرحُ السُؤال[1]

## مَراجِع
1. ↑  Tabossi، P.؛ Wolf، K.؛ Koterle، S. (1 يوليو 2009). "Idiom syntax: Idiosyncratic or principled?". Journal of Memory and Language. ج. 61 ع. 1: 77–96. DOI:10.1016/j.jml.2009.03.003.